# Ēriks Rags
Ēriks Rags (ur. 1 czerwca 1975 w Windawie) – łotewski lekkoatleta, specjalizujący się w rzucie oszczepem.
Uczestnik igrzysk olimpijskich w Sydney, Atenach i Pekinie. Dwukrotny mistrz uniwersjady (Palma de Mallorca 1999 i Pekin 2001). Mistrz Łotwy w 1997, 1999, 2000, 2001, 2002, 2003, 2006, 2009, 2010, 2011 i 2012. Rekord życiowy: 86,47 m (22 lipca 2001, Londyn).

## Osiągnięcia
| Rok  | Impreza                        | Miejsce           | Lokata            |
| ---- | ------------------------------ | ----------------- | ----------------- |
| 1999 | Mistrzostwa świata             | Sewilla           | 10. miejsce       |
|      | Uniwersjada                    | Palma de Mallorca |                   |
| 2000 | Igrzyska olimpijskie           | Sydney            | el. - 12. miejsce |
| 2001 | Mistrzostwa świata             | Edmonton          | 8. miejsce        |
|      | Uniwersjada                    | Pekin             |                   |
|      | Finał Grand Prix               | Melbourne         | 2. miejsce        |
| 2002 | Mistrzostwa Europy             | Monachium         | 4. miejsce        |
| 2003 | Światowy Finał Lekkoatletyczny | Monako            | 8. miejsce        |
| 2004 | Igrzyska olimpijskie           | Ateny             | 7. miejsce        |
|      | Światowy Finał Lekkoatletyczny | Monako            | 9. miejsce        |
| 2005 | Mistrzostwa świata             | Helsinki          | 6. miejsce        |
|      | Światowy Finał Lekkoatletyczny | Monako            | 6. miejsce        |
| 2006 | Mistrzostwa Europy             | Göteborg          | 9. miejsce        |
|      | Światowy Finał Lekkoatletyczny | Stuttgart         | 7. miejsce        |
| 2007 | Mistrzostwa świata             | Osaka             | 11. miejsce       |
|      | Światowy Finał Lekkoatletyczny | Stuttgart         | 5. miejsce        |
| 2008 | Igrzyska olimpijskie           | Pekin             | el. - 7. miejsce  |
|      | Światowy Finał Lekkoatletyczny | Stuttgart         | 4. miejsce        |
| 2009 | Mistrzostwa świata             | Berlin            | el. - 15. miejsce |
|      | Światowy Finał Lekkoatletyczny | Saloniki          | 8. miejsce        |
| 2010 | Mistrzostwa Europy             | Barcelona         | 11. miejsce       |
| 2011 | Mistrzostwa świata             | Taegu             | el. – 20. miejsce |